# Evangelische Kirche (Vörstetten)

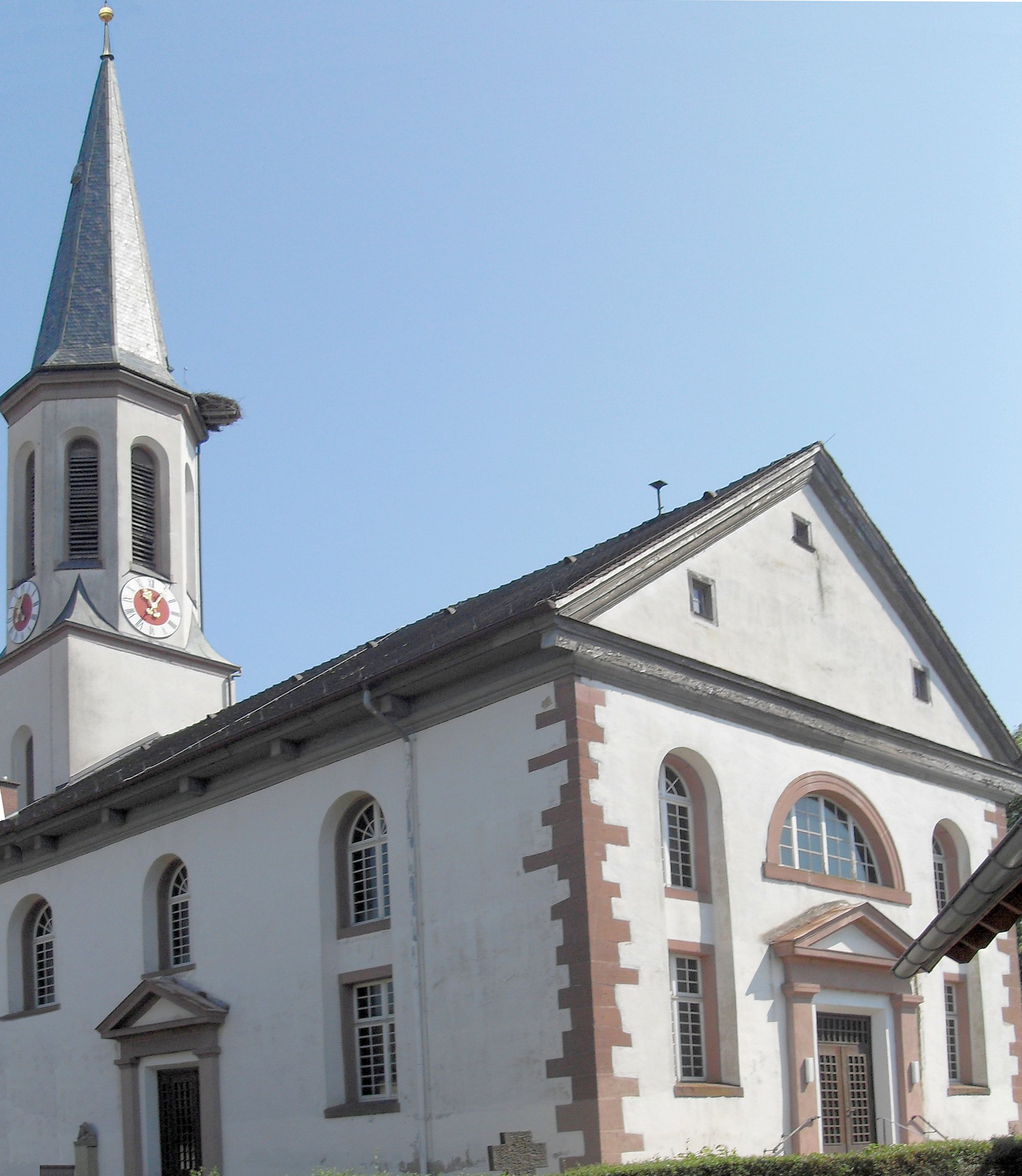
Evangelische Kirche in Vörstetten

Die Evangelische Kirche steht in Vörstetten, einer Gemeinde im Landkreis Emmendingen in Baden-Württemberg. Die Kirchengemeinde gehört zum Kirchenbezirk Emmendingen im Kirchenkreis Südbaden der Evangelischen Landeskirche in Baden. Das Bauwerk ist beim Landesamt für Denkmalpflege Baden-Württemberg als Baudenkmal eingetragen.

## Beschreibung
Die klassizistische Saalkirche wurde 1803 nach einem Entwurf von Friedrich Weinbrenner gebaut. Sie besteht aus einem Langhaus, einem Kirchturm im Norden, in dem die mittelalterlichen unteren Geschosse integriert wurden, und einer Fassade im Süden, in das ein bekröntes Portal eingebaut ist. Im späten 19. Jahrhundert wurde der Kirchturm mit einem achteckigen Geschoss aufgestockt, das die Turmuhr und den Glockenstuhl mit vier Kirchenglocken beherbergt, und mit einem spitzen Helm bedeckt. 
Der Innenraum des Langhauses ist mit einer Kassettendecke überspannt. Die umlaufenden Emporen ruhen auf dorischen Säulen. Der Chor, d. h. das Erdgeschoss des Kirchturms, ist mit einem Kreuzrippengewölbe überspannt. Die Orgel, die ihren Platz an der Brüstung der Empore über dem Altar und der Kanzel hat, wurde 1804 von Mathias Martin gebaut. 2000 wird das Werk durch Waldkircher Orgelbau Jäger & Brommer restauriert.